# 阮氏瑾
昭仁皇太后（越南语：／，？—？），名阮氏瑾（越南语：／），越南後黎朝皇太后（追尊）。黎憲宗後宮、黎威穆帝之母。
阮氏瑾是北寧慈山人，後為黎憲宗生下兒子黎濬。到1505年兒子繼帝位，是為黎威穆帝，追尊阮氏瑾為昭仁弘懿皇太后（越南语：／）。